# Splinters
Splinters est un film britannique réalisé par Jack Raymond et sorti en 1929. C'est le premier film musical entièrement parlant réalisé au Royaume-Uni.
L'histoire est basée sur une revue musicale intitulée Splinters. Le film a fait l'objet de deux suites, Splinters in the Navy (1931) et Splinters in the Air (1937).

## Synopsis
En 1915, les officiers supérieurs britanniques demandent l'organisation d'un spectacle et un concert pour soutenir le moral des troupes britanniques engagées dans la guerre de tranchées en France.

## Fiche technique
- Réalisation : Jack Raymond
- Scénario : W. P. Lipscomb
- Production : British & Dominions Film Corporation
- Photographie : David Kesson
- Distributeur : Woolf & Freedman Film Service
- Type : noir et blanc
- Durée : 82 minutes[3].
- Date de sortie : 23 décembre 1929

## Distribution
- Nelson Keys
- Sydney Howard : soldat
- Lew Lake : Nobbler
- Hal Jones : Sergent
- Reg Stone: Drag Artist
- Wilfred Temple
- Carroll Gibbons : lui-même, dirigeant l'orchestre HMV Orchestra
- Gus Aubrey : Drag Act
- George Baker
- Walter Glynne
- Sidney Grantham
- Clifford Heatherley : Sergent Miller